# Clary und Aldringen

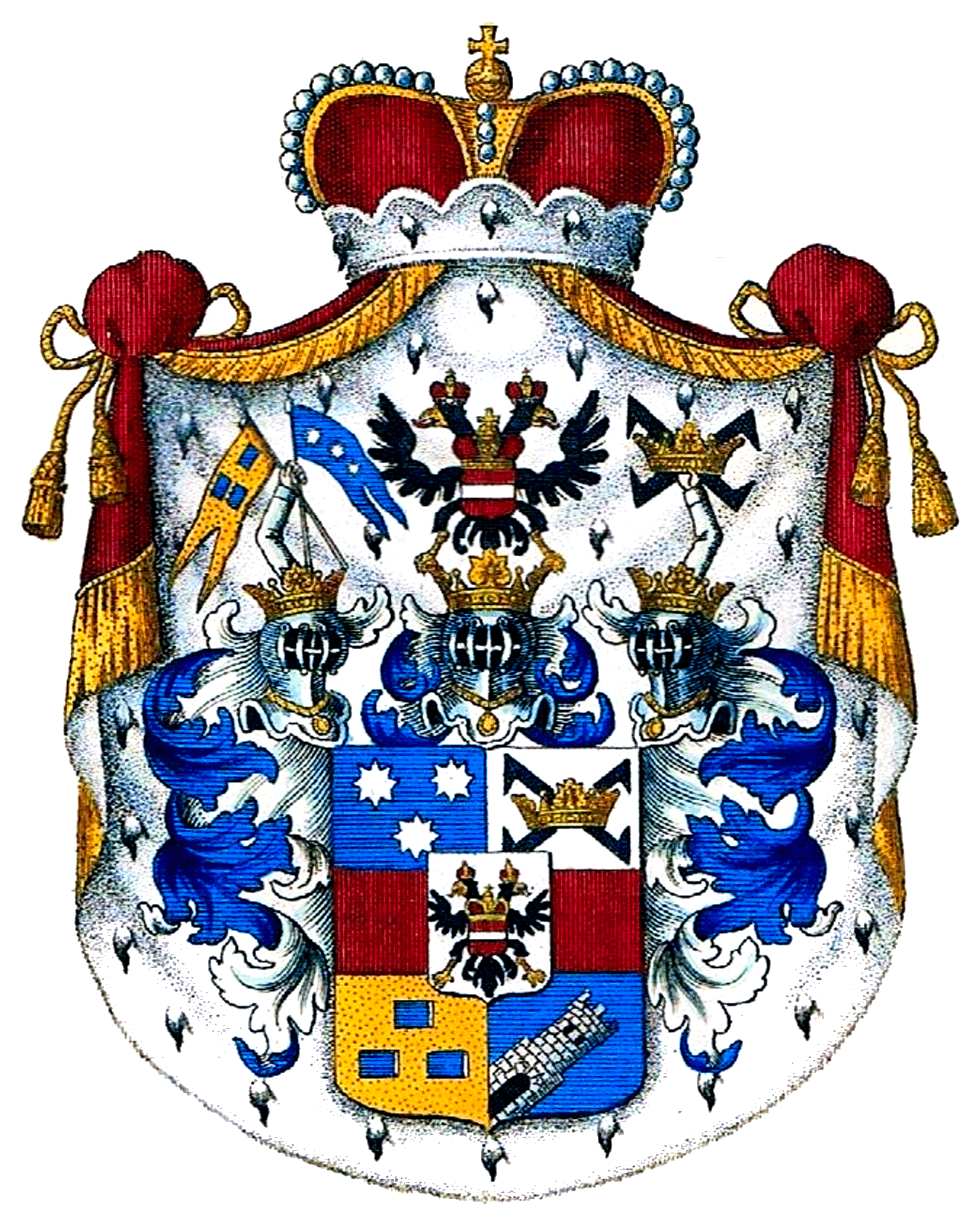
Wappen des Fürsten von Clary und Aldringen

Das böhmische Fürstengeschlecht Clary und Aldringen stammt aus Oberitalien, ein Zweig kam um 1500 nach Tirol und um 1600 nach Böhmen.

## Geschichte
Die Clario de Riva aus Riva del Garda stammen ursprünglich aus dem Friaul. Im 18. Jahrhundert wurde auch eine Herkunft 1363 aus Florenz kolportiert.
Zu Zeiten Kaiser Maximilians I. stellte sich ein Mitglied der Familie in den Dienst des Kaisers, sein jüngerer Bruder trat auf die Seite der mit diesem verfeindeten Republik Venedig. Als Venedig während der Türkenkriege seinen Einfluss auf das Friaul ausdehnte, ging der kaiserlich gesinnte Clario in die benachbarte Grafschaft Tirol, wo sein Zweig Besitz erwarb; die Nachfahren des Friauler Bruders sind später ausgestorben.
Franz Clary erwarb 1622/23 große Güter in Böhmen, darunter die Herrschaft Dobritschan bei Libeschitz, die bis 1804 im Familienbesitz blieb. Für die zuvor von aufständischen böhmischen Protestanten konfiszierten Güter zahlte er Kaiser Ferdinand II. 34.700 Taler (minderwertigen) Geldes, das in Wirklichkeit nur 4130 Taler wert war, wie es auch Wallenstein und zahlreiche andere Profiteure der Exulanten-Vertreibung taten. 1627 wurde er in den böhmischen Freiherrenstand erhoben.

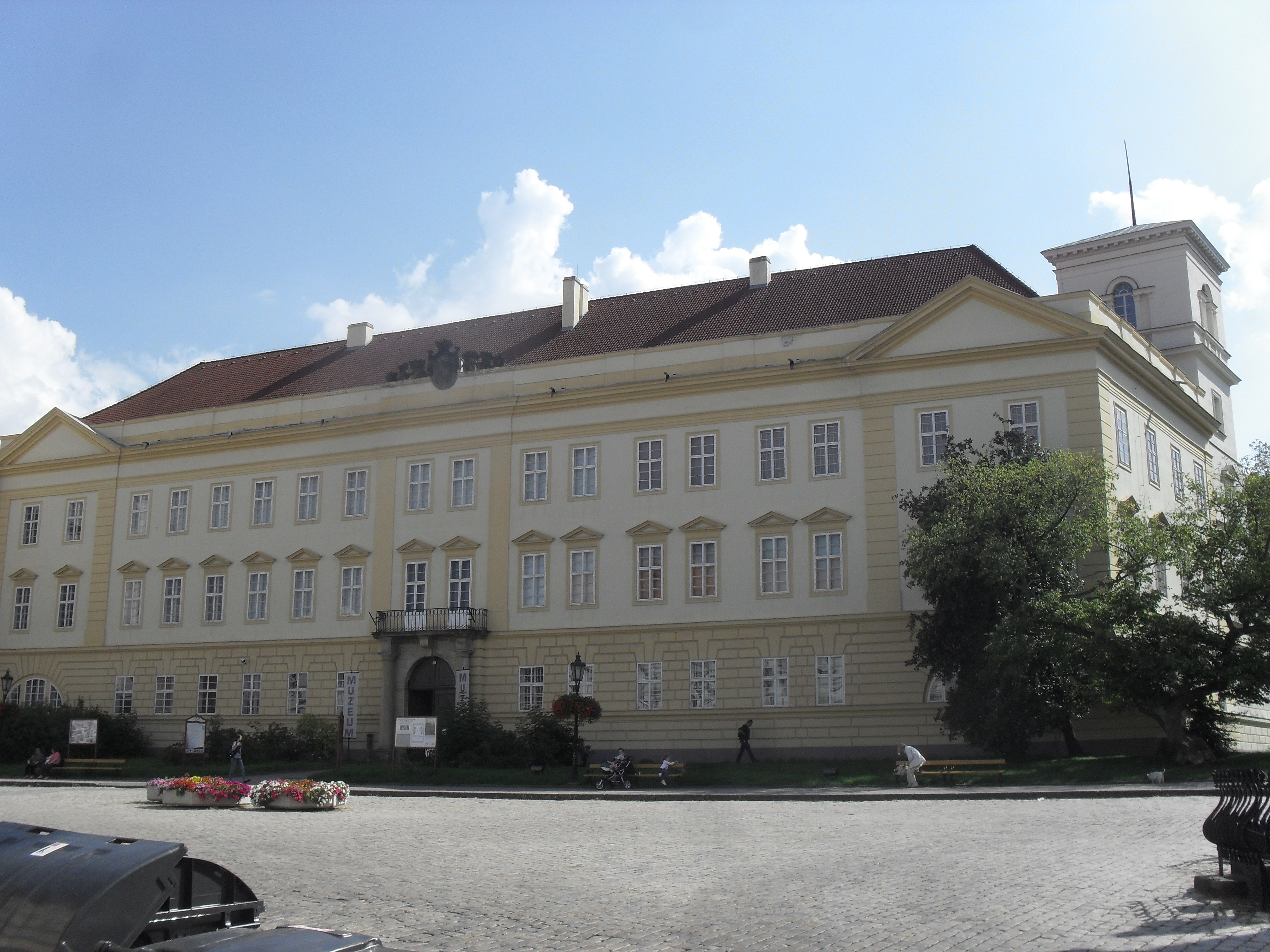
Schloss Teplitz (von 1634 bis 1945 im Besitz der Familie)

Sein Sohn Hieronymus vermählte sich mit Gräfin Anna Maria von Aldringen, der Schwester des kaiserlichen Generalfeldmarschalls Johann von Aldringen, dem im Jahre 1634 nach der Tötung Wallensteins aus dem konfiszierten Besitz des zugleich ermordeten Grafen Wilhelm Kinsky die Herrschaft Teplitz mit Sitz auf Schloss Teplitz als Belohnung für seine Kaisertreue geschenkt worden war. Johann Graf von Aldringen, dessen Vorfahren wohl aus dem heute belgischen Aldringen stammten, fiel jedoch kurz darauf während der Schlacht um Landshut 1634. Nach Erbstreitigkeiten mit anderen Aldringen-Geschwistern wurde der Erwerb der Herrschaft Teplitz, im sudetendeutschen Norden Böhmens gelegen, endgültig 1666 bestätigt, die Familie Clary in den Grafenstand erhoben und eine Namens- und Wappenvereinigung vorgenommen.
Die Familie wurde wegen der Besitzungen in Tirol 1693 in die Landmannschaft von Tirol aufgenommen. Sie hatte auch Besitz in Vorarlberg (ab 1679 die Burg Alt-Montfort). 1760 erwarb Franz Wenzel Graf von Clary und Aldringen das Palais Mollard-Clary in Wien als Wohnsitz in der Hauptstadt. 1767 wurde er als kaiserlicher Geheimer Rat und Kämmerer in den erblichen Reichsfürstenstand erhoben. Die Mitglieder der Familie waren erbliche Mitglieder des Herrenhauses des österreichischen Reichsrats. Den jeweiligen Fürsten bestimmte die Primogenitur, alle anderen Mitglieder der Familie führen den Namen Graf bzw. Gräfin von Clary und Aldringen.
Fürst Edmund (1813–1894) erwarb um 1855 einen Palazzo in Venedig als Wohnsitz für seinen Schwiegervater Graf Karl Ludwig von Ficquelmont und dessen Frau Dorothea von Ficquelmont, der sich bis heute im Familienbesitz befindet. Zwei Schwestern Edmunds heirateten 1832 in die Familie Radziwiłł: Mathilde (1806–1896) den Fürsten Wilhelm von Radziwill, Leontine dessen Onkel Boguslaw von Radziwill. Edmunds jüngster Sohn Manfred von Clary und Aldringen war langjähriger Statthalter der Steiermark und wurde 1899 für einige Wochen Ministerpräsident von Cisleithanien, der österreichischen Reichshälfte Österreich-Ungarns. Auf Edmunds ältesten Sohn, den Fürsten Carlos (1844–1920), vermählt mit Felicie Radziwill, folgte als Familienoberhaupt der zweite Sohn, Fürst Siegfried (1848–1929), vermählt mit Therese Gräfin Kinsky, der zuvor lange österreichischer Gesandter in verschiedenen Ländern gewesen war. Auf ihn folgte, von Carlos als Erbe eingesetzt, Siegfrieds Sohn Alfons (1887–1978) als siebter Fürst. Er hatte 1916 in Eltville am Rhein Lidwine Gräfin von und zu Eltz genannt Faust von Stromberg geheiratet, Tochter des Grafen Jacob zu Eltz, Fideikommissherrn auf Burg Eltz in der Eifel, Majoratsherrn auf Eltville im Rheingau und Vukovar in Slawonien, kaiserlichen und königlichen Kämmerers, und der Prinzessin Marie von Lobkowicz aus dem Hause Melnik. Fürstin Lidwine wurde 1894 in Eltville geboren, erhielt die Würde einer Sternkreuzordensdame und starb 1984 wie zuvor ihr Mann in Venedig.
Fürst Alfons war promovierter Jurist, kaiserlich und königlicher Kämmerer, Ehren- und Devotionsritter des souveränen Malteser-Ritterordens, Offizier im Ersten Weltkrieg und ab 1920 Herr auf Teplitz mit Graupen und Hohenleipa, nachdem das Königreich Böhmen 1918 in der Ersten Tschechoslowakischen Republik aufgegangen war. Er bemühte sich um die Sanierung der Familienbetriebe, zu denen Wälder und Meierhöfe, etwas verringert allerdings durch eine Bodenreform, sowie eine große Brauerei, ein Kurbetrieb mit Bädern, Kurhäusern, Restaurants und Cafés, eine Kohlengrube, zwei Sägebetriebe, eine Ziegelei, ein Kalkwerk und eine Holzverarbeitungsfabrik gehörten. 1945 wurde der Besitz enteignet, nachdem die Familie vor der Roten Armee untergetaucht war und anschließend vertrieben wurde. Der Ehe entstammten eine Tochter Elisalex und drei Söhne, von denen der erste, Hieronymus, 1941 bei Sokolowka in der Ukraine, der jüngste, Karl Georg, 1944 in Koprivnica in Kroatien fiel. Der zweitgeborene Sohn, Marcus (1919–2007), war verheiratet mit Gisela, geb. von Witzleben (1922–2001), und setzte die ältere Linie des fürstlichen Hauses Clary und Aldringen bis in die Gegenwart fort.
Seit 1945 leben die Mitglieder der älteren Linie in Deutschland und Italien. Familienoberhaupt ist seit März 2007 Hieronymus Fürst von Clary und Aldringen (* 1944), Enkel des Fürstenpaares Alfons und Lidwine, der in Frankfurt und Venedig wohnt. Ein jüngerer Zweig lebt schon seit Ende des 19. Jahrhunderts in Österreich, in dessen Besitz bis heute Schloss Herrnau (Salzburg) verblieb.

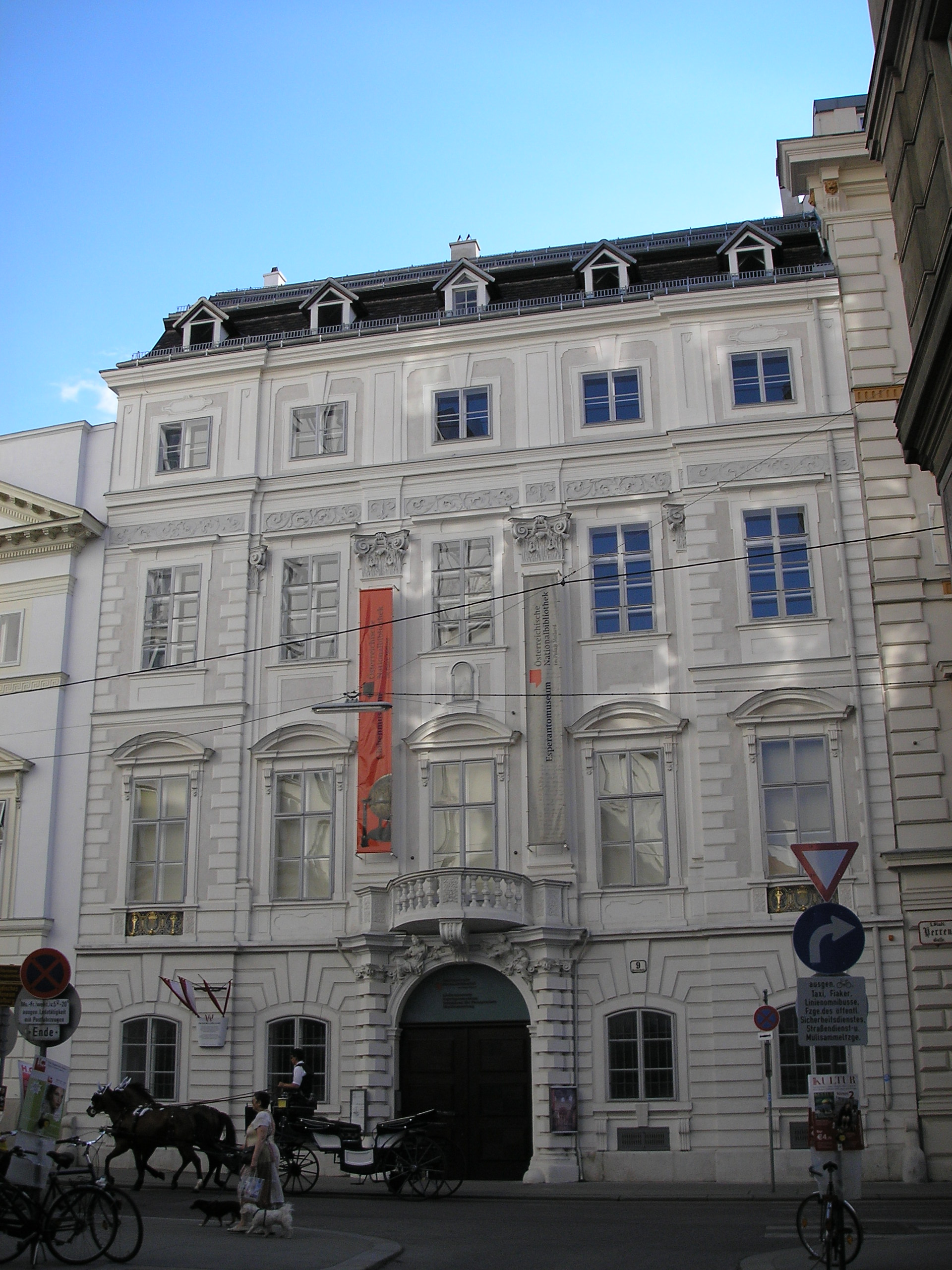
Palais Clary, Wien
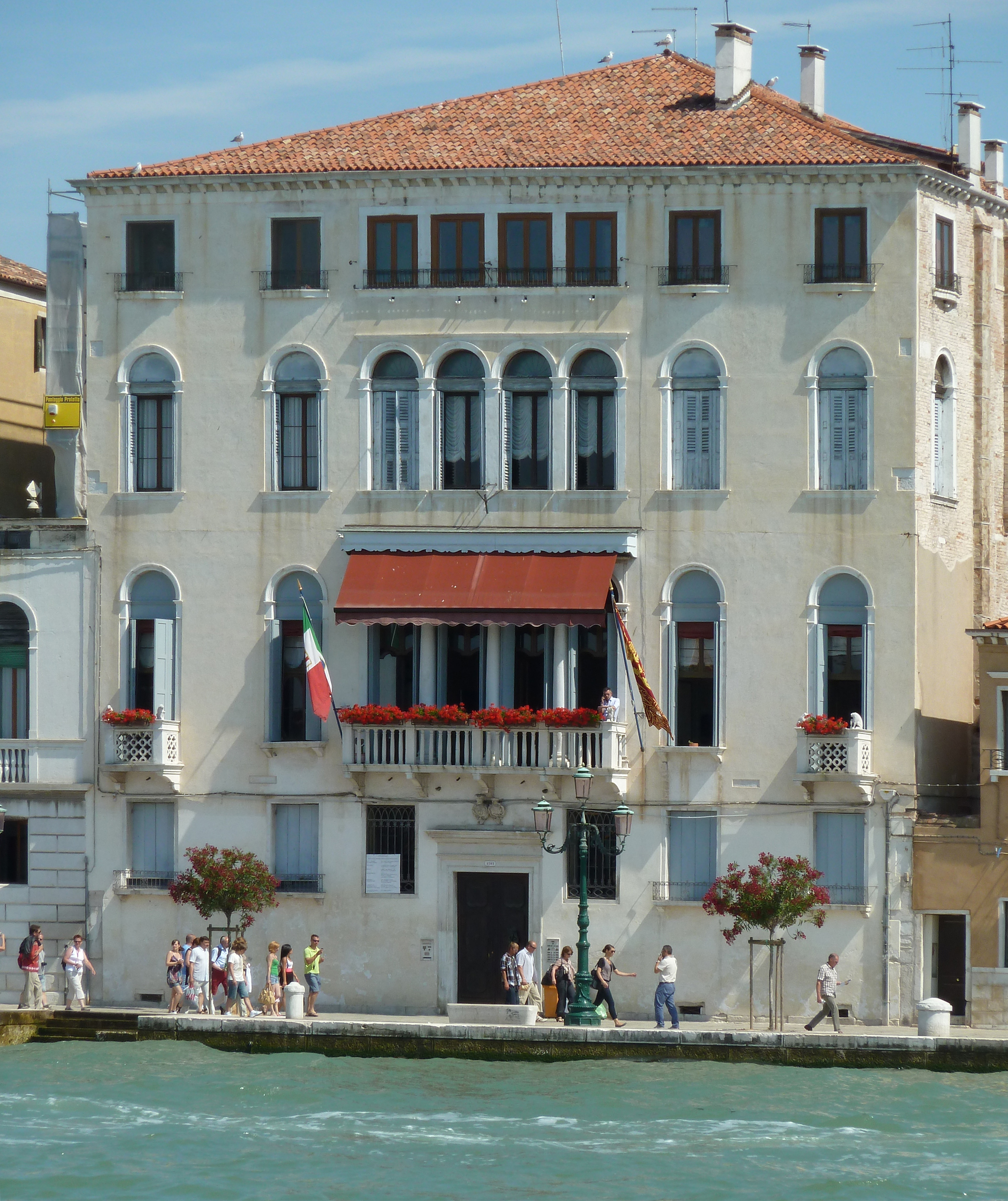
Palazzo Clary (Venedig)
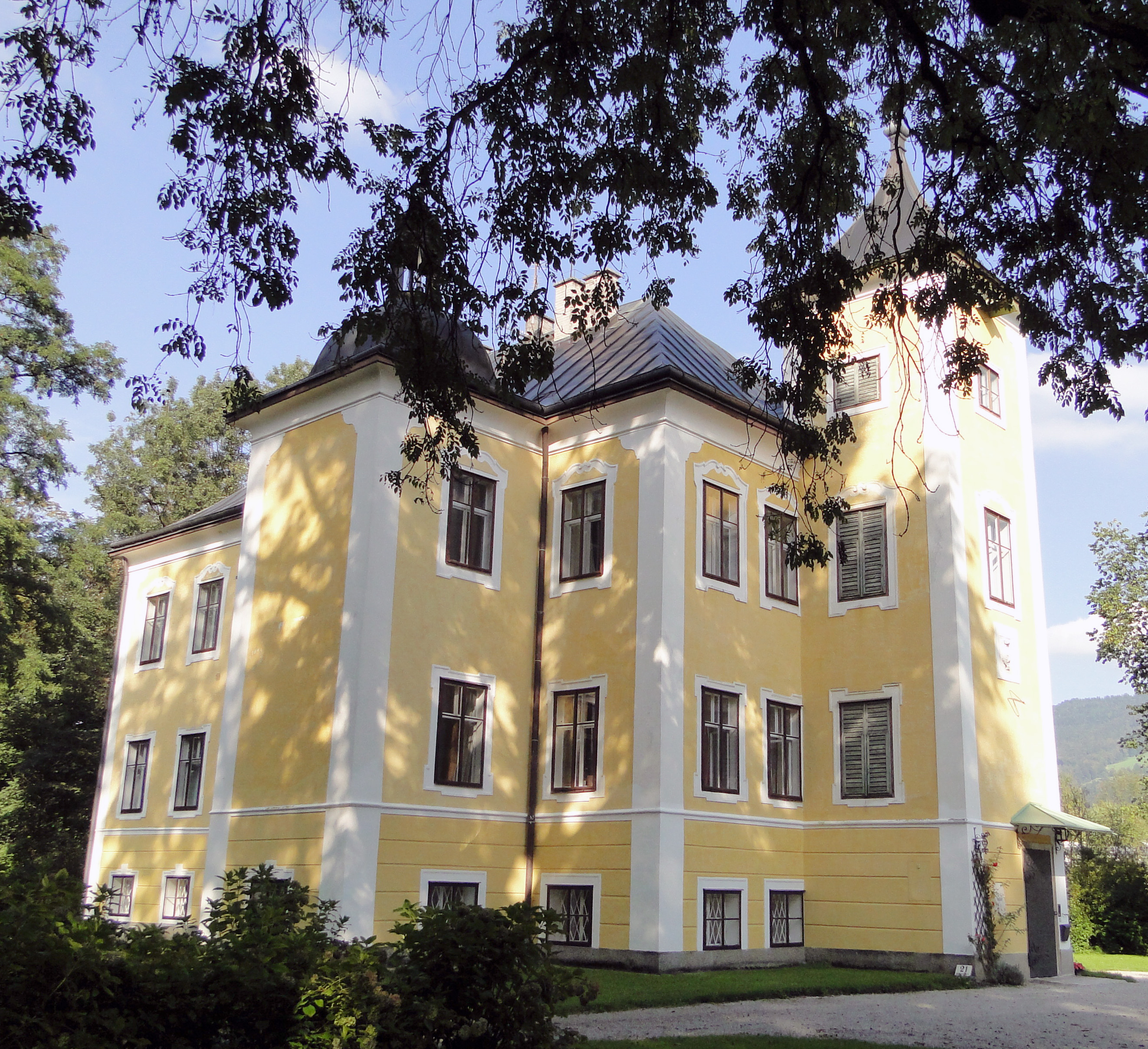
Schloss Herrnau (Salzburg)

## Fürsten von Clary und Aldringen
- Franz Wenzel, 1. Fürst von Clary und Aldringen (1706–1788) ab 1767[6]
- Johann Nepomuk, 2. Fürst von Clary und Aldringen (1753–1826)[6]
- Carl Joseph, 3. Fürst von Clary und Aldringen (1777–1831)[6]
- Edmund Moritz, 4. Fürst von Clary und Aldringen (1813–1894)[6]
- Carlos Richard, 5. Fürst von Clary und Aldringen (1844–1920)[6]
- Siegfried Franz Johann Karl, 6. Fürst von Clary und Aldringen (1848–1929)[6]
- Alfons Maria Edmund, 7. Fürst von Clary und Aldringen (1887–1978)[6]
- Johann Georg Marcus, 8. Fürst von Clary und Aldringen (1919–2007)[6]
- Hieronymus Maria Alfons, 9. Fürst von Clary und Aldringen (* 1944)[6]

## Weitere Persönlichkeiten
- Hieronymus von Clary und Aldringen (1610–1671), kaiserlicher Generalfeldwachtmeister und Stammvater
- Karl Ignaz von Clary und Aldringen (1729–1791), Präsident der k.k. Krondomäne Temescher Banat und Vorsitzender der Banater Bergdirektion
- Leopold von Clary und Aldringen (1736–1800), Justizminister in Wien
- Manfred von Clary und Aldringen (1852–1928), langjähriger Statthalter der Steiermark und kurzzeitig österreichischer Ministerpräsident
- Maximilian Georg Edmund Maria Clary und Aldringen (* 1981), Mitglied des Vorstandes der Erste Bank der österreichischen Sparkassen AG

## Wappen
Kaiserlich Römisch-Deutscher Reichsfürstenstand Wien 2. Februar 1767: Geviert mit rotem Balken und mit goldenem Herzschild belegt, darin ein gekrönter schwarzer Doppeladler mit österreichischem Bindenschild, darauf ein schwarzes F und über dem Bindenschild ein Erzherzogshut; Feld 1: in Blau drei (2:1) goldene Sterne, Feld 2: in Gold zwei durch eine Blätterkrone gesteckte schwarze Doppelhaken (beide Felder: Aldringen), Feld 3: in Gold drei (1:2) blaue Würfel, Feld 4: in Blau ein schräg-links gestellter silberner Turm (beide Felder: Clary); dazu gehören drei Helme mit blau-silbernen Decken: 1. ein silbern gekleideter Arm mit zwei gekreuzten, wie Felder 3 und 1 bezeichneten Fahnen in der Hand, 2. der Doppeladler des Herzschildes, 3. ein silbern gekleideter Arm mit dem Bild aus Feld 2 in der Hand; Fürstenhut und -mantel.

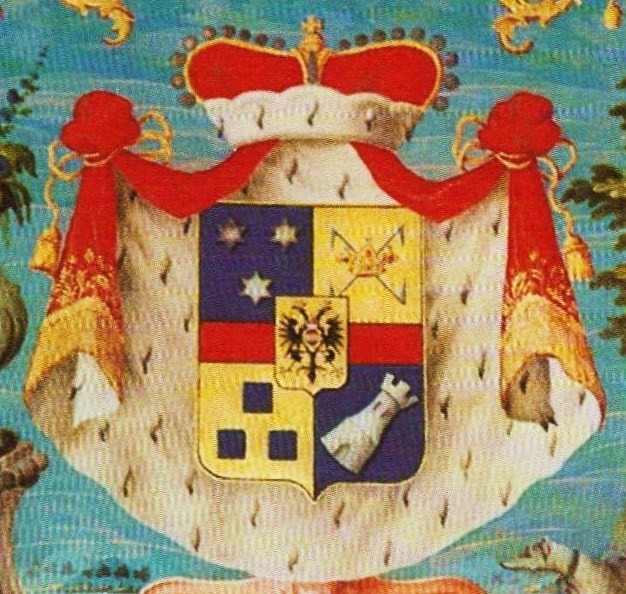
Wappen des Fürsten von Clary und Aldringen
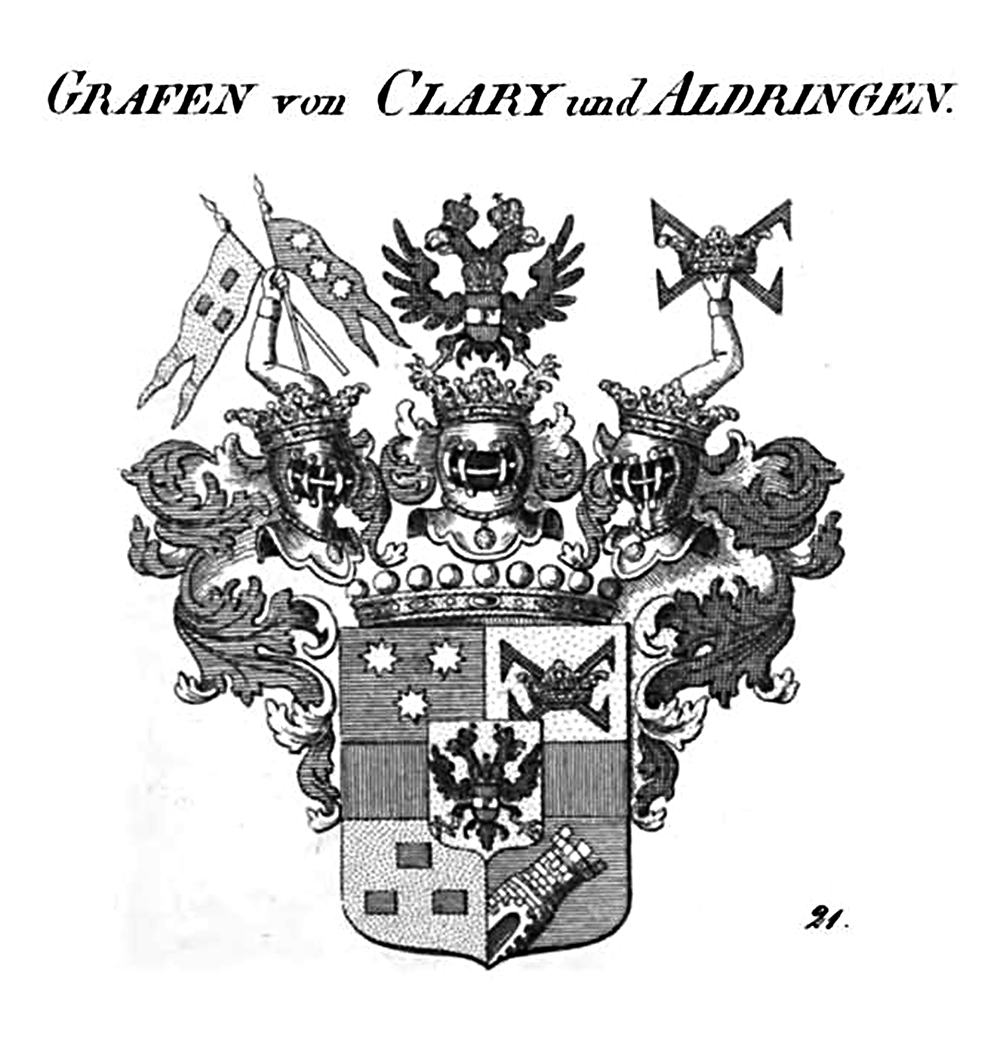
Wappen der Grafen von Clary und Aldringen
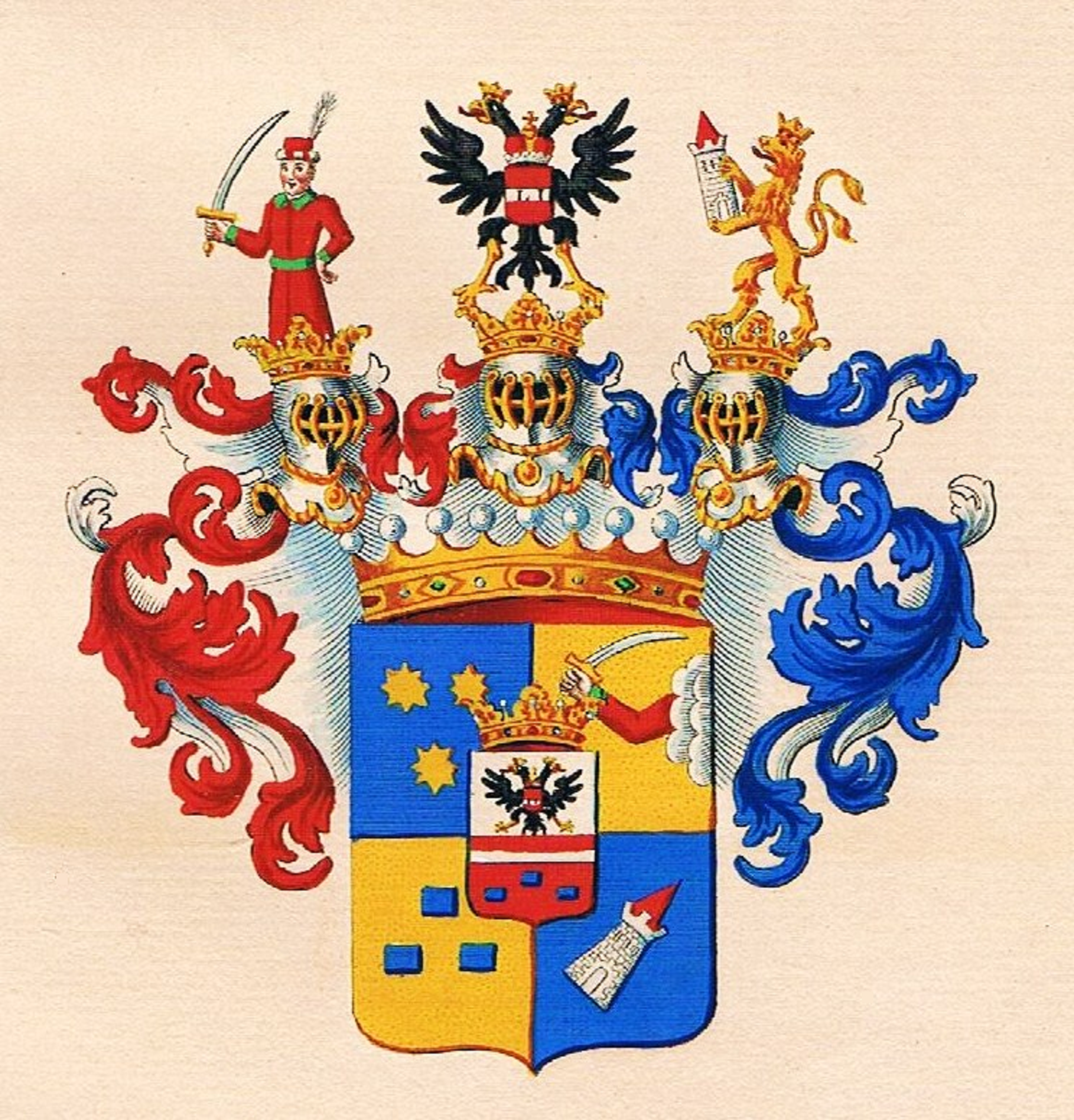
Wappen der Grafen Clary zum Sparbersbach

## Gebäude
- Palais Mollard-Clary, Wien
- Schloss Teplice, Nordböhmen
- Schloss Herrnau, Salzburg